# Тутовое
Тутовое (до 1948 года Джара́к; укр. Тутове, крымскотат. Caraq, Джаракъ) — село в Джанкойском районе Республики Крым, входит в состав Луганского сельского поселения (согласно административно-территориальному делению Украины — Луганского сельского совета Автономной Республики Крым).

## Население
| 2001 | 2014 |
| ---- | ---- |
| 488  | ↘275 |

Всеукраинская перепись 2001 года показала следующее распределение по носителям языка
| Язык             | Процент |
| ---------------- | ------- |
| русский          | 43.65   |
| крымскотатарский | 32.99   |
| украинский       | 20.08   |
| другие           | 0.2     |

### Динамика численности
| - 1805 год — 94 чел. - 1864 год — 53 чел. - 1889 год — 17 чел. - 1900 год — 26 чел. - 1915 год — 52/67 чел. - 1926 год — 118 чел. | - 1939 год — 159 чел. - 1989 год — 478 чел. - 2001 год — 488 чел. - 2009 год — 459 чел. - 2014 год — 275 чел. |

## Современное состояние
На 2017 год в Тутовом числится 4 улиц и 2 переулк; на 2009 год, по данным сельсовета, село занимало площадь 92 гектара на которой, в 140 дворах, проживало 459 человек. В селе действуют библиотека, сельский клуб, мечеть, село связано автобусным сообщением с райцентром и соседними населёнными пунктами.

## География
Тутовое — село на западе района, в Крымской степи, на впадающей в Сиваш безымянной степной речке, сейчас — коллектор Северо-Крымского канала, высота центра села над уровнем моря — 14 м. Ближайшие сёла: Луганское в 3,5 км на юго-восток, Пробуждение в 2,7 км на восток и Пахаревка примерно в 3,5 километрах на запад, там же ближайшая железнодорожная станция — Пахаревка на линии Джанкой — Армянск. Расстояние до райцентра — 26 километров (по шоссе). Транспортное сообщение осуществляется по региональной автодороге 35Н-184 Тутовое — Лобаново (по украинской классификации — С-0-10460).

## История
Первое документальное упоминание села встречается в Камеральном Описании Крыма… 1784 года, судя по которому, в последний период Крымского ханства Джарак входили в Сакал кадылык Перекопского каймаканства. После присоединения Крыма к России (8) 19 апреля 1783 года, (8) 19 февраля 1784 года, именным указом Екатерины II сенату, на территории бывшего Крымского Ханства была образована Таврическая область и деревня была приписана к Перекопскому уезду. После Павловских реформ, с 1796 по 1802 год, входила в Перекопский уезд Новороссийской губернии. По новому административному делению, после создания 8 (20) октября 1802 года Таврической губернии, Джарак был включён в состав Джанайской волости Перекопского уезда.
По Ведомости о всех селениях в Перекопском уезде состоящих с показанием в которой волости сколько числом дворов и душ… от 21 октября 1805 года, в деревне Джарак числилось 17 дворов, 89 крымских татар и 5 ясыров. На военно-топографической карте генерал-майора Мухина 1817 года деревня Ярак обозначена с 18 дворами. После реформы волостного деления 1829 года Джарак, согласно «Ведомости о казённых волостях Таврической губернии 1829 года», остался в составе Джанайской волости. На карте 1836 года в деревне 10 дворов. Затем, видимо, вследствие эмиграции крымских татар в Турцию, деревня заметно опустела и на карте 1842 года Джарак обозначен условным знаком «малая деревня», то есть, менее 5 дворов.
В 1860-х годах, после земской реформы Александра II, деревню включили в состав Бурлак-Таминской волости. В «Списке населённых мест Таврической губернии по сведениям 1864 года», составленном по результатам VIII ревизии 1864 года, Джарак — владельческая татарская деревня, с 10 дворами, 53 жителями и мечетью при колодцах. По обследованиям профессора А. Н. Козловского начала 1860-х годов, в селении «… нет колодцев, а только копани с глубиною 7—8 саженей» (14—16 м), вода в которых бывала не постоянно (копань — выкопанная на месте с близким залеганием грунтовых вод яма). На трехверстовой карте Шуберта 1865—1876 года в деревне Джарак обозначено 12 дворов. Согласно «Памятной книжке Таврической губернии за 1867 год», деревня была покинута жителями в 1860—1864 годах, в результате эмиграции крымских татар, особенно массовой после Крымской войны 1853—1856 годов, в Турцию и оставалась в развалинах По «Памятной книге Таврической губернии 1889 года», по результатам Х ревизии 1887 года, в Джараке, уже Ишуньской волости, числилось 2 двора и 17 жителей.
После земской реформы 1890 года деревню отнесли к Богемской волости. Согласно «…Памятной книжке Таврической губернии на 1892 год», числилась в составе Богемской волости, но никаких данных о деревне, как о не входившей ни в одно сельское общество, кроме названия, не приведено — вероятно, это был уже немецкий хутор Майера на месте покинутой деревни. По «…Памятной книжке Таврической губернии на 1900 год» в экономии Джарак числилось 26 жителей в 1 дворе. По Статистическому справочнику Таврической губернии. Ч.II-я. Статистический очерк, выпуск пятый Перекопский уезд, 1915 год, на хуторе Джарак (Майера) Богемской волости Перекопского уезда числилось 2 двора с немецким населением в количестве 52 человек «посторонних» жителей и 67 — «посторонних», из которых 75 мужчин и 43 женщины. При хуторе числилось 2000 десятин удобной земли. В хозяйстве имелось 100 лошадей, 130 волов, 55 коров и 500 голов мелкого скота.
После установления в Крыму Советской власти, по постановлению Крымревкома от 8 января 1921 года № 206 «Об изменении административных границ» была упразднена волостная система и в составе Джанкойского уезда был создан Джанкойский район. В 1922 году уезды преобразовали в округа. 11 октября 1923 года, согласно постановлению ВЦИК, в административное деление Крымской АССР были внесены изменения, в результате которых округа были ликвидированы, основной административной единицей стал Джанкойский район и село включили в его состав. Согласно Списку населённых пунктов Крымской АССР по Всесоюзной переписи 17 декабря 1926 года, в селе Джарак, центре упразднённого к 1940 году Джаракского сельсовета Джанкойского района, числилось 27 дворов, все крестьянские, население составляло 118 человек, из них 46 русских, 45 украинцев, 12 немцев, 9 чехов, 6 записаны в графе «прочие». По данным всесоюзной переписи населения 1939 года в селе проживало 159 человек.
Вскоре после начала Великой Отечественной войны, 18 августа 1941 года крымские немцы были выселены, сначала в Ставропольский край, а затем в Сибирь и северный Казахстан. После освобождения Крыма от фашистов в апреле, 12 августа 1944 года было принято постановление № ГОКО-6372с «О переселении колхозников в районы Крыма» и в сентябре 1944 года в район приехали первые новоселы (27 семей) из Каменец-Подольской и Киевской областей, а в начале 1950-х годов последовала вторая волна переселенцев из различных областей Украины. С 25 июня 1946 года Джарак в составе Крымской области РСФСР.
Указом Президиума Верховного Совета РСФСР от 18 мая 1948 года, Джарак переименовали в Тутовое. 26 апреля 1954 года Крымская область была передана из состава РСФСР в состав УССР. Время включения в Лобановский сельсовет пока не установлено: на 15 июня 1960 года село уже числилось в его составе. 11 апреля 1963 года был образован совхоз «Украина», в который включили хозяйство села, который в 1997 году был реорганизован в КСП «Луганское», а в апреле 2000 года — в СПТЗК «Луганское». На 1968 год село входило в состав Лобановского сельсовета. С 1975 года — в составе Луганского сельсовета. По данным переписи 1989 года в селе проживало 478 человек. С 12 февраля 1991 года село в восстановленной Крымской АССР, 26 февраля 1992 года переименованной в Автономную Республику Крым. С 21 марта 2014 года в составе Крыма аннексировано Россией.